# Malé Ozorovce
Malé Ozorovce (Hongaars: Kisazar) is een Slowaakse gemeente in de regio Košice, en maakt deel uit van het district Trebišov.
Malé Ozorovce telt 520 inwoners.